# Кузьменко-Титова, Валерия Ивановна
Валерия Ивановна Кузьменко-Титова (1934—2010) — советская спортсменка-теннисистка. Мастер спорта СССР (1955). Заслуженный мастер спорта СССР (1991), судья-информатор.

## Биография
Родилась 28 февраля 1934 года в Киеве.
Воспитанница тренера В. М. Бальвы. Была шестикратной чемпионкой СССР в различных разрядах и 14-кратной чемпионкой Украины в разных разрядах. Входила в десятку лучших теннисисток страны в 1954—1967 годах. Представляла общество «Динамо».
В 1960 году первой из советских теннисисток приняла участие в чемпионате Франции на арене «Ролан Гаррос»; в том же году дошла до четвертьфинала Уимблдонского турнира и стала абсолютной чемпионкой СССР, победив во всех трёх разрядах.
По окончании спортивной карьеры работала судьей-информатором на многих российских и международных турнирах. Написала книгу «И дар богов…» (2007). В 2001 году стала лауреатом «Русского Кубка» в номинации «За вклад в пропаганду и популяризацию тенниса». Член Зала российской теннисной славы с 2007 года и Зала славы украинского тенниса с 2015 года.
Умерла 9 октября 2010 года в США, где находилась на лечении. Была похоронена на Алексеевском кладбище в Москве.

### Семья
Валерия Ивановна — дочь расстрелянного полузащитника киевского «Динамо» Ивана Кузьменко, участвовавшего в «Матче смерти».
Была женой чемпиона Олимпийских игр, заслуженного мастера спорта СССР — Юрия Титова.

## Награды
- Медаль «За трудовую доблесть» (27.04.1957) — «за успехи, достигнутые в деле развития массового физкультурного движения в стране, повышения мастерства советских спортсменов, и успешное выступление на международных соревнованиях»